# Savannah Challenger 2022
Il Savannah Challenger 2022 è stato un torneo maschile di tennis professionistico. È stata la 12ª edizione del torneo, facente parte della categoria Challenger 80 nell'ambito dell'ATP Challenger Tour 2022, con un montepremi di 53 120 €. Si è svolta dal 25 aprile al 1º maggio 2022 sui campi in terra verde del Franklin Creek Tennis Center di Savannah, negli Stati Uniti.

## Partecipanti

### Teste di serie
| Nazionalità | Giocatore                  | Ranking* | Testa di serie |
| ----------- | -------------------------- | -------- | -------------- |
| Argentina   | Tomás Martín Etcheverry    | 95       | 1              |
| Stati Uniti | Stefan Kozlov              | 123      | 2              |
| Ecuador     | Emilio Gómez               | 130      | 3              |
| Stati Uniti | Jack Sock                  | 139      | 4              |
| Cile        | Marcelo Tomás Barrios Vera | 141      | 5              |
| Stati Uniti | Jeffrey John Wolf          | 145      | 6              |
| Stati Uniti | Tennys Sandgren            | 170      | 7              |
| Stati Uniti | Bjorn Fratangelo           | 176      | 8              |

* Ranking al 18 aprile 2022.

### Altri partecipanti
I seguenti giocatori hanno ricevuto una wild card per il tabellone principale:
- Noah Rubin
- Oliver Crawford
- Learner Tien

Il seguente giocatore è entrato in tabellone come alternate:
- Mohamed Safwat

I seguenti giocatori sono passati dalle qualificazioni:
- Govind Nanda
- José Pereira
- Ezekiel Clark
- Arthur Fils
- Aidan Mayo
- Strong Kirchheimer

## Campioni

### Singolare
Jack Sock ha sconfitto in finale  Christian Harrison con il punteggio di 6–4, 6–1.

### Doppio
Ruben Gonzales /  Treat Conrad Huey hanno sconfitto in finale  Wu Tung-lin /  Zhang Zhizhen con il punteggio di 7–6(3), 6–4.